# チャイルド フォレスト
『チャイルド フォレスト』は、日本のamber grisの1作目のミニアルバムとして発売。

## 概要
- シングル「少女のクオレ」の発売した後に発表されたミニアルバム。
- アルバムタイトルの『チャイルド フォレスト』は手鞠曰く「“誰にも踏み入れることの出来ない聖域”。子供たちだけが知っている秘密の隠れ家という感覚でもあるし、脳内にあるその人だけの世界という意味でもあります。大人が知らない隔離された場所という意味でこのタイトルを付けました」とのこと[1]。

## 収録曲
1. 悲しみ暮れる黄金丘陵（コートドール）
（作詞：手鞠  作曲：kaname）
2. over flow girl's sick
（作詞：手鞠  作曲：kaname）
3. Amazing world
（作詞：手鞠  作曲：wayne） 
曲に関しては手鞠曰く「現実逃避したい人が世の中を皮肉って“Amazing world”と言ってて、綺麗な表現を用いつつ、その裏にはらんでいる黒い部分や闇の部分を表裏一体で表現している歌詞なので。だからキャッチでポップなメロの中に死の記述とか哲学的な記述とか感情の交錯とかが混ざっている。じっくり効いて、歌詞とメロのギャップを楽しんでもらいたいですね」とのこと[2]。なお曲中のコーラスも手鞠が歌っている[2]。
4. 海風と雨と最後の手紙
（作詞：手鞠  作曲：手鞠）
amber grisで初めて表に出た手鞠作曲の曲で、Ruvieの曲では多用していたストリングスや同期関係を取り払って作られている[2]。
5. snoozy and roll
（作詞：手鞠  作曲：wayne）
amber grisが結成されて最初に作られた楽曲[2]。
6. 深緑のローレライ
（作詞：手鞠  作曲：wayne）
曲名は手鞠の中で“森の中にいる感覚”と“海の中にいる感覚”が一緒だったので、森を表している深緑と海を表しているローレライが合わさったとのこと[2]。
7. 7トラック目
約40秒の無音トラック。kanameの提案で収録が決まり、「リスナーの方々が余韻に浸りながら、自分なりの答えを出してくれる時間に使ってもらえたら」とのこと[2]。